# Петар (жупан)
Петар (? — после 1387) био је српски жупан у служби Лазара Хребељановића. 

## Биографија
Петар се у изворима помиње само једном, као милосник у повељи кнеза Лазара којом се потврђују старе дубровачке повластице. Повеља је из 1387. године. У једном акту из 1388. године помиње се извесни Петар Војиновић из Радоиње, заједно са кнезом Лазаром, поводом штете учињене дубровачким трговцима. Село Радоиња је на левој обали горњег тока Увца. Михаило Динић је идентификовао овог Петра Војиновића са жупаном Петром, властелином кнеза Лазара, претпостављајући да је можда реч о једном од синова Војислава Војиновића. Исту идентификацију предложио је и Ђорђе Радојчић сматрајући да је Петар можда био у везу са челником Војином који се спомиње у поменику манастира Богородице Љевишке. 